# وزارة الشباب والرياضة (السودان)
وزارة الشباب والرياضة الاتحادية هي الجهة الحكومية المسؤولة عن تنظيم الأنشطة الرياضية بالسودان، تأسست الوزارة عام 1970.
تقوم الوزارة بوضع الخطط والسياسات والبرامج في مجال الشباب والرياضة، وكذلك الإشراف على أنشطة الشباب الفكرية والإبداعية، واقتراح البرامج التدريبية للشباب، والإشراف على المعسكرات وتنظيم الاشتراك في المعسكرات الشبابية والقومية والإقليمية والعالمية بالتنسيق مع الجهات القومية المختصة. بالإضافة إلى رعاية المنافسات الرياضية وتشجيع قيام الدورات والمهرجانا الشبابية والرياضية.
يتبع لوزارة الشباب والرياضة كلٌ من: قصر الشباب والأطفال، والمقر الدائم للمعسكرات، وصندوق دعم الأنشطة الرياضية.

## وصلات خارجية
- الموقع الرسمي